# Arachis paraguariensis
Arachis paraguariensis là một loài thực vật có hoa trong họ Đậu. Loài này được Chodat & Hassl. miêu tả khoa học đầu tiên.